# Antonio Maria Cagiano de Azevedo
Antonio Maria Cagiano de Azevedo (Santopadre, 14 dicembre 1797 – Roma, 13 gennaio 1867) è stato un cardinale e vescovo cattolico italiano.

## Biografia
Nacque da nobile famiglia a Santopadre il 14 dicembre 1797, figlio di Ottavio e di Mariangela Zagaroli. Avrà come nipote il cardinale Ottavio Cagiano de Azevedo.
Studiò a Roma, dove dopo il 1817 frequentò la Pontificia Accademia dei Nobili Ecclesiastici e successivamente l'Archiginnasio, dove il 22 luglio 1819 ottenne la laurea in utroque iure.
Fu ordinato presbitero il 10 agosto 1824 e assunse l'incarico di segretario del decano della Sacra Romana Rota. La sua carriera in Curia lo vide prima membro del collegio degli avvocati concistoriali, poi prelato domestico di papa Pio VIII e assessore criminale dell'auditore generale della Reverenda Camera Apostolica. Nel contempo fu impegnato nella carriera amministrativa come governatore di Roma. Fu prelato referendario, ossia uditore, al Tribunale della Segnatura di Giustizia e protonotario apostolico.
Esercitò poi le funzioni amministrative in alcune città umbre: dapprima come governatore di Spoleto, poi come presidente della provincia di Perugia. Fu pro-legato a Ferrara dal 1836 al 1837, quando fu richiamato a Roma per controllare un'epidemia di colera. Propose rimedi efficaci e fu pertanto nominato vicepresidente della Congregazione speciale sanitaria.
Fu quindi nominato segretario della Sacra Congregazione della Consulta e rettore della Sapienza e successivamente segretario della Sacra Congregazione Concistoriale e auditore generale della Reverenda Camera Apostolica.
Papa Gregorio XVI lo elevò al rango di cardinale nel concistoro del 22 gennaio 1844 e lo stesso giorno fu nominato vescovo di Senigallia. Ricevette il titolo di Cardinale presbitero di Santa Croce in Gerusalemme il 25 gennaio dello stesso anno, l'11 febbraio fu consacrato vescovo dallo stesso papa, assistito dai cardinali Costantino Patrizi Naro, vicario di Roma, e Gabriele Ferretti, prefetto della Sacra Congregazione delle Indulgenze e delle Reliquie.
Partecipò al conclave del 1846 che elesse Pio IX. Il 18 luglio 1848 rinunciò al governo pastorale della diocesi. Dal 1853 al 1860 fu prefetto della Congregazione del Concilio, il 23 giugno 1854 optò per l'ordine dei cardinali vescovi e la sede suburbicaria di Frascati. Fu camerlengo del Sacro Collegio dal 1855 al 1856. Dopo il 1860 fu Penitenziere maggiore.
Morì a Roma il 13 gennaio 1867 all'età di 69 anni e fu sepolto nella basilica di Santa Croce in Gerusalemme, di cui era stato titolare.

## Genealogia episcopale e successione apostolica
La genealogia episcopale è:
- Cardinale Scipione Rebiba
- Cardinale Giulio Antonio Santori
- Cardinale Girolamo Bernerio, O.P.
- Arcivescovo Galeazzo Sanvitale
- Cardinale Ludovico Ludovisi
- Cardinale Luigi Caetani
- Cardinale Ulderico Carpegna
- Cardinale Paluzzo Paluzzi Altieri degli Albertoni
- Papa Benedetto XIII
- Papa Benedetto XIV
- Papa Clemente XIII
- Cardinale Giovanni Carlo Boschi
- Cardinale Bartolomeo Pacca
- Papa Gregorio XVI
- Cardinale Antonio Maria Cagiano de Azevedo

La successione apostolica è:
- Arcivescovo Luigi Filippi, O.F.M.Ref. (1853)
- Vescovo Vincenzo Ciccolo Rinaldi (1853)
- Vescovo Luigi Laterza (1853)
- Vescovo Emidio Foschini (1853)
- Vescovo Vincenzo Materozzi (1853)
- Vescovo Mario Melini (1853)
- Vescovo Francesco Giampaolo (1855)
- Vescovo Giuseppe Formisano (1855)
- Arcivescovo Mariano Ricciardi (1855)
- Vescovo Fortunato Maurizi (1858)
- Vescovo Clemente Pagliaro (1858)
- Vescovo Jean-Pierre Sola (1858)
- Vescovo Domenico Fanelli (1858)
- Vescovo Carmelo Valenti, C.SS.R. (1858)
- Arcivescovo Benedetto D'Acquisto, O.F.M.Ref. (1859)
- Arcivescovo Valerio Laspro (1860)
- Vescovo Luigi Mariotti (1860)
- Vescovo Alessandro Paolo Spoglia (1860)
- Vescovo Sebastianus Francovich, O.F.M.Obs. (1861)
- Vescovo Bernardino Trionfetti, O.F.M.Obs. (1862)
- Arcivescovo Antonio Maria Pettinari, O.F.M.Obs. (1864)
- Vescovo Francesco Andreoli (1864)